# Комуністична партія Сан-Марино
Комуністична партія Сан-Марино (італ. Partito Comunista Sammarinese (PCS)) - була заснована у 1921 році, як секція Італійської Комуністичної Партії. У 1941 році була реорганізована як самостійна партія.
Після Другої світової війни комуністи об'єднавшись із Санмаринською Соціалістичною Партією утворили правлячу коаліцію - Комітет Свободи. Ця коаліція правила до 1957 року.
В 1973 і 1986 році компартія знову очолила коаліцію спільно з Християнсько-Демократичною партією Сан-Марино. 
У 1990 році після падіння комуністичних режимів у Східній Європі  парія вирішила відмовитись від комуністичної ідеології і була реформована у Санмаринську Прогресивну Демократичну Партію а згодом у Демократичну партію. Через два роки частина партії, що стояла на комуністичних позиціях під керівнцтвом колишнього капітана-регента Джузеппе Друзі утворили партію Комуністичне відродження Сан-Марино.

## Див. Також
Список політичних партій Сан-Марино